# Arkösund

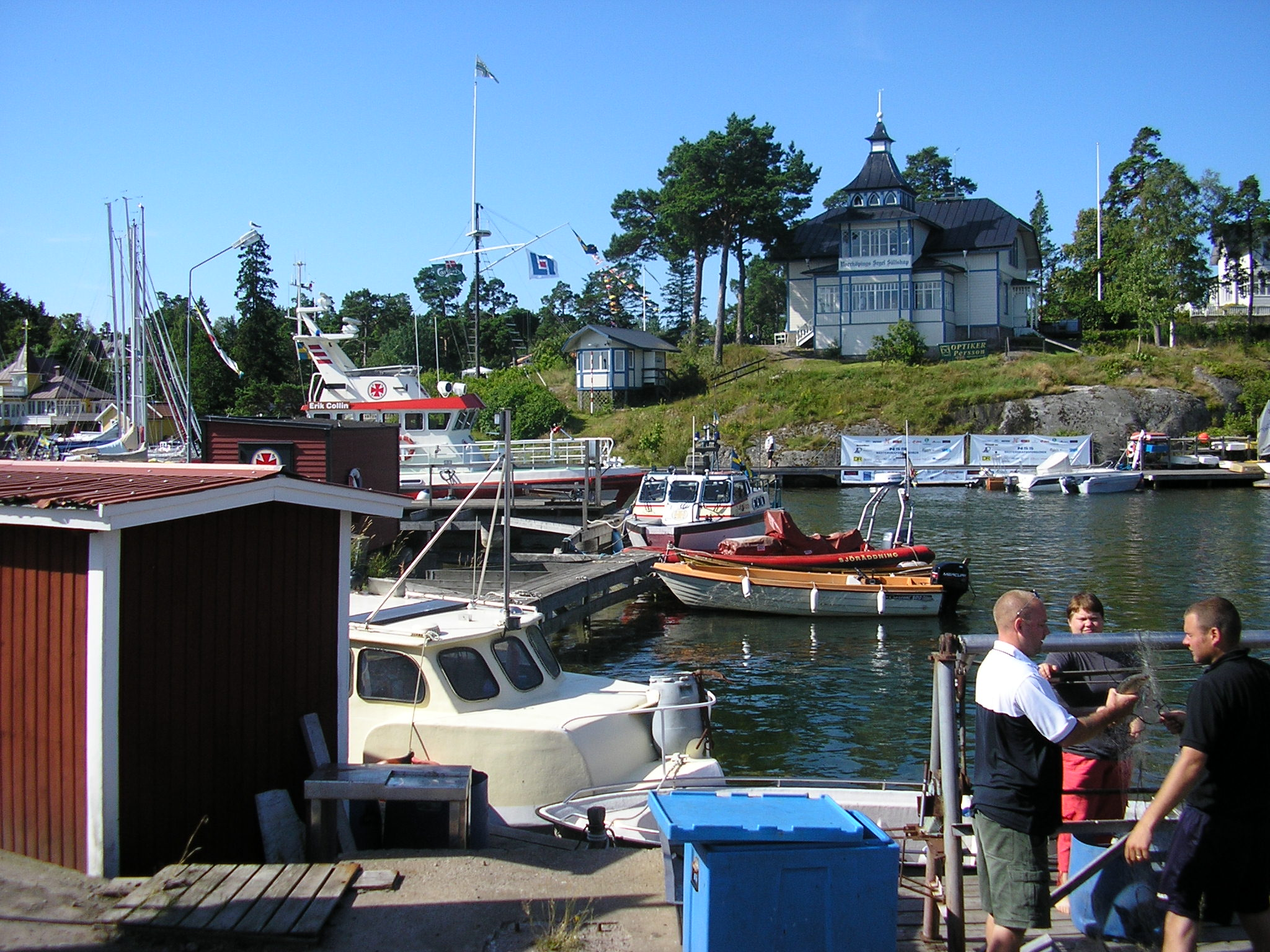
Del av Arkösunds hamn med svenska Sjöräddningssällskapets båtar och Norrköpings segelsällskaps klubblokal i bakgrunden.

Arkösund är en tätort (före 2023 småort) i Jonsbergs socken i Norrköpings kommun belägen på den östligaste spetsen av Vikbolandet. I Arkösund finns tre busshållplatser, som samtliga betjänar busslinjen 440. Arkösunds hamn är noden för att ta sig ut till öarna i skärgården utanför och sommartid avgår Skärgårdslinjen dagligen från hamnen. 

## Historia
Tidigare var orten slutstation på Norrköpings-Söderköping-Vikbolandets järnväg, en smalspårig järnväg som utgick från Östra station i Norrköping.
Sedan länge har Arkösund varit sommarnöje för många av Norrköpings välbeställda, vilket präglar ortens villabebyggelse.

### Befolkningsutveckling
| Befolkningsutvecklingen i Arkösund 1960–2015                     | Befolkningsutvecklingen i Arkösund 1960–2015 | Befolkningsutvecklingen i Arkösund 1960–2015 | Befolkningsutvecklingen i Arkösund 1960–2015 | Befolkningsutvecklingen i Arkösund 1960–2015 |
| ---------------------------------------------------------------- | -------------------------------------------- | -------------------------------------------- | -------------------------------------------- | -------------------------------------------- |
|                                                                  |                                              |                                              |                                              |                                              |
| År                                                               |                                              |                                              | Folkmängd                                    | Areal (ha)                                   |
| 1960                                                             | 1960                                         |                                              | 185                                          | ¤                                            |
| 1990                                                             | 1990                                         |                                              | 159                                          | 34#                                          |
| 1995                                                             | 1995                                         |                                              | 148                                          | 32#                                          |
| 2000                                                             | 2000                                         |                                              | 136                                          | 33#                                          |
| 2005                                                             | 2005                                         |                                              | 145                                          | 44#                                          |
| 2010                                                             | 2010                                         |                                              | 139                                          | 45#                                          |
| 2015                                                             | 2015                                         |                                              | 172                                          | 135#                                         |
| Anm.: ¤ Som tätortsbebyggelse med 150-199 invånare # Som småort. |                                              |                                              |                                              |                                              |

## Samhället
Arkösund är en turistort som blommar upp varje sommar. I samhället finns bland annat ett hotell, en livsmedelsbutik och flera barer och krogar. 
I Arkösund finns Sjöräddningssällskapets räddningsstation Arkösund.